# Erin Hartwell
Erin Hartwell (n. 10 iunie 1969, Pennsylvania, SUA) este un ciclist american, medaliat olimpic. A participat la 3 ediții ale Jocurilor Olimpice (1992, 1996, 2000) în care a câștigat o medalie de argint și o medalie de bronz.